# Cantonul Ploubalay
Cantonul Ploubalay este un canton din arondismentul Dinan, departamentul Côtes-d'Armor, regiunea Bretania, Franța.

## Comune
- Lancieux
- Langrolay-sur-Rance
- Pleslin-Trigavou
- Plessix-Balisson
- Ploubalay (reședință)
- Saint-Jacut-de-la-Mer
- Trégon
- Tréméreuc